# Tadarida australis
Tadarida australis là một loài động vật có vú trong họ Dơi thò đuôi, bộ Dơi. Loài này được Gray mô tả năm 1839.